# Museo napoleonico di Roma
Il Museo napoleonico di Roma è un museo storico dedicato ai cimeli napoleonici, principalmente derivanti dalla collezione del conte Giuseppe Primoli, donata alla città di Roma nel 1927.

## Storia
Giuseppe Primoli (1851-1927) era figlio di Carlotta Bonaparte e discendente dunque dalla famiglia Bonaparte. Carlotta Bonaparte (1832-1901) era infatti figlia di Carlo Luciano Bonaparte, principe di Canino (1803-1857), e di Zénaïde Bonaparte (1801-1854), tra loro cugini in quanto figli di due dei fratelli di Napoleone I, rispettivamente Luciano Bonaparte (1775-1840) e Giuseppe Bonaparte (1768-1844). Aveva sposato nel 1848 Pietro Primoli, conte di Foglia (1820-1883).
La sua collezione comprendeva opere d'arte e memorie familiari, ed era stata concepita più come resoconto di storia familiare privata che come collezione di cimeli storici. Insieme alla collezione la donazione riguardò il pianterreno del palazzo di famiglia, tuttora sede del museo.

## Sede
Palazzo Primoli era stato edificato nel XVI secolo ed era stato di proprietà della famiglia Gottifredi fino alla fine del XVIII secolo, quando passò ai Filonardi. Fu acquistato dal conte Luigi Primoli, padre di Pietro, tra il 1820 e il 1828. Giuseppe Primoli nel 1901 ne decise un radicale rimaneggiamento, resosi necessario a seguito della costruzione degli argini del Tevere e del ponte Umberto I, al quale arrivava la via Nicola Zanardelli. Il progetto fu affidato all'architetto Raffaello Ojetti: con i lavori protratti fino al 1911 venne demolita la precedente facciata, sostituita da una loggia, l'edificio fu sopraelevato e si creò un nuovo monumentale ingresso su via Zanardelli.
Il Palazzo è sede della Fondazione Primoli, creata sempre da Giuseppe Primoli, e della Biblioteca Primoli, che ospita circa 30.000 volumi. Vi ha inoltre sede il Museo Mario Praz, sezione distaccata della Galleria nazionale d'arte moderna.

## Collezione
Le raccolte del museo sono articolate in tre distinte sezioni, riguardanti:
- il periodo napoleonico vero e proprio, testimoniato da grandi tele e busti dei maggiori artisti dell'epoca, che ritraggono in pose auliche e convenzionali numerosi esponenti della famiglia imperiale;
- il cosiddetto periodo "romano", dalla caduta di Napoleone I all'ascesa di Napoleone III;
- il periodo del secondo impero, con dipinti, sculture, incisioni, mobili, oggetti, tutti riferibili all'epoca.

L'attuale sistemazione del museo, frutto dei recenti lavori di restauro delle sale, rispecchia nelle linee generali le indicazioni lasciate da Giuseppe Primoli. Gli ambienti conservano in alcune sale i soffitti settecenteschi a travetti dipinti, mentre i fregi che corrono lungo le pareti delle sale VIII, IX, X risalgono ai primi decenni dell'Ottocento, quando il palazzo era passato già in proprietà dei Primoli. I fregi della III e V sala, come indicano il "leone rampante" dei Primoli e "l'aquila" dei Bonaparte, sono successivi al matrimonio di Pietro Primoli con Carlotta Bonaparte.